# Jan Kalivoda
Jan Křtitel Václav Kalivoda, niem. Johann Baptist Wenzel Kalliwoda (ur. 21 lutego 1801 w Pradze, zm. 3 grudnia 1866 w Karlsruhe) – czeski kompozytor i skrzypek.

## Życiorys
W latach 1811–1816 uczył się w konserwatorium w Pradze u Friedricha Wilhelma Pixisa (skrzypce) i Bedřicha Diviša Webera (kompozycja). Studia ukończył z wyróżnieniem. Od 1816 do 1821 roku grał jako skrzypek w Stavovskim divadle. W 1821 roku po raz pierwszy wystąpił jako solista grając własne kompozycje, następnie odbył tournée po Niemczech, Szwajcarii i Holandii. W 1822 roku został dyrygentem orkiestry na dworze księcia Karla Egona Fürstenberga w Donaueschingen, na którym to stanowisku pozostał z przerwami do 1866 roku. Wystawił opery Mozarta (Don Giovanni, Łaskawość Tytusa), Gioacchina Rossiniego (Cyrulik sewilski, Sroka złodziejka) i Cherubiniego (Les deux journées). Utworzył w Donaueschingen centrum życia muzycznego, koncertowali tam m.in. Ferenc Liszt, Robert Schumann, Clara Schumann, Sigismund Thalberg i Alexander Dreyschock. Po wybuchu  Wiosny Ludów w 1848 roku orkiestra została rozwiązana, w 1857 roku została jednak reaktywowana. Na krótko przed śmiercią Kalivoda wyjechał do Karlsruhe.
Jego żoną była śpiewaczka Teresa z d. Brunetti (1803–1892). Syn, Wilhelm Kalivoda (1827–1893), był kompozytorem i pianistą.

## Twórczość
Muzyka Kalivody odznacza się bogatą inwencją melodyczną, żywą rytmiką i efektowną instrumentacją. Cieszyła się dużą popularnością w środowiskach mieszczańskich. Pozostawił po sobie około 300 utworów, w tym 243 opusowanych. Większość pozostała w rękopisach.
Skomponował m.in. dwie opery (Blande, die silberbe Birke, wyst. Praga 1827 i Prinzessin Christine von Wolfenburg, wyst. Donaueschingen 1828), 7 symfonii, 18 uwertur, 10 mszy, utwory kameralne i fortepianowe, pieśni. Dla towarzystwa śpiewaczego w Děčínie napisał utwór chóralny Das deutsche Lied.